# Lijst van rijksmonumenten in Den Haag
De stad Den Haag kent 1163 inschrijvingen in het rijksmonumentenregister. Hieronder een overzicht.

## Centrum
Het stadsdeel Centrum kent 818 rijksmonumenten, zie de lijst van rijksmonumenten in Den Haag Centrum.

## Escamp
Het stadsdeel Escamp kent 2 rijksmonumenten, beiden in de wijk Morgenstond:
| Object                            | Oorspronkelijke functie? | Bouwjaar | Architect | Locatie       | Coördinaten?                 | Nr.?   | Afbeelding                        |
| --------------------------------- | ------------------------ | -------- | --------- | ------------- | ---------------------------- | ------ | --------------------------------- |
| H.H. Anthonius en Lodewijkkerk    | Kerk en kerkonderdeel    | 1958     |           | Leyweg 930    | 52° 2' 59" NB, 4° 16' 36" OL | 530913 | Meer afbeeldingen                 |
| R.K. Technische School St. Paulus | Onderwijs en wetenschap  | 1960     |           | Meppelweg 339 | 52° 3' 12" NB, 4° 16' 6" OL  | 532156 | R.K. Technische School St. Paulus |

## Haagse Hout
Het stadsdeel Haagse Hout kent 52 rijksmonumenten, zie de lijst van rijksmonumenten in Haagse Hout.

## Laak
Het stadsdeel Laak kent 10 rijksmonumenten, zie de lijst van rijksmonumenten in Laak.

## Leidschenveen-Ypenburg
Het stadsdeel Leidschenveen-Ypenburg kent 16 rijksmonumenten, zie de lijst van rijksmonumenten in Leidschenveen-Ypenburg.

## Loosduinen
Het stadsdeel Loosduinen kent 19 rijksmonumenten, zie de lijst van rijksmonumenten in Loosduinen.

## Scheveningen
Het stadsdeel Scheveningen kent 228 rijksmonumenten, zie de lijst van rijksmonumenten in Scheveningen.

## Segbroek
Het stadsdeel Segbroek kent 18 rijksmonumenten, zie de lijst van rijksmonumenten in Segbroek.